# Kara György (orientalista)
Kara György (ered. Katulics) (Budapest, 1935. június 23. – Bloomington, 2022. április 16.) magyar orientalista, mongolista filológus, egyetemi tanár, a Magyar Tudományos Akadémia levelező tagja. Kutatási területe a belső-ázsiai filológia, valamint a régi és mai mongol, ujgur és tibeti nyelv és műveltség volt, de foglalkozott az altaji nyelvészet kérdéseivel is. Elsőként adott ki több mongol, török és mandzsu nyelvemléket, emellett ujgur buddhista szövegeket és tibeti–mongol, ujgur–kínai és török–mongol szófejtéseket.

## Életpályája
1953-ban érettségizett, majd felvették az ELTE Bölcsészettudományi Kar orientalisztika–mongol szakára, ahol 1958-ban szerzett bölcsészdiplomát. Tanárai a mpngolista Ligeti Lajos, a sinológus Csongor Barnabás és a turkológus Németh Gyula voltak.
Diplomájának megszerzése után az egyetem Belső-ázsiai Tanszékén kapott gyakornoki állást. 1961-től tanársegédként, 1964-től adjunktusként oktatott. 1970-ben kapott egyetemi docensi, majd 1978-ban egyetemi tanári kinevezést. 1972-ben vette át Ligeti Lajostól a Belső-ázsiai Tanszék vezetését, 1975-ben pedig ‒ szintén Ligeti Lajos utódaként ‒ az MTA Altajisztikai Tanszéki Kutatócsoportjának vezetésére is megbízást kapott. A tanszéket 2000-ig, a mellette működő kutatócsoportot 2005-ig, nyugdíjba vonulásáig vezette. 2009-ben kinevezték professor emeritusnak. 1967–1968-ban a Szovjet Tudományos Akadémia leningrádi Keleti Intézetének főmunkatársa, 1984-ben a Hokkaidói Egyetem (Japán) vendégkutatója volt. 1986 és 1990 között megszakításokkal az Indiana Egyetem vendégtanára lett Bloomingtonban, ahol 1990-ben professzori megbízást kapott a Sinor Dénes által alapított Belső-ázsiai Tanulmányok intézetében; féléves váltásokkal dolgozott a ELTE-n betöltött állásával párhuzamosan.
1967-ben védte meg a nyelvtudományok kandidátusi, 1975-ben pedig akadémiai doktori értekezését. Tagja lett az MTA Orientalisztikai Bizottságának, később pedig a Doktori Tanács szakbizottságába is bekerült. 2001-ben választották meg a Magyar Tudományos Akadémia levelező tagjává.
1968 és 1997 között a magyar orientalistákat összefogó szervezet,  a Kőrösi Csoma Társaság főtitkára volt. A Ligeti Lajos által alapított Acta Orientalia Academiae Scientiarum Hungaricae orientalisztikai folyóirat szerkesztőbizottságának tagja volt. Többször tett tanulmányutakat Mongóliába és Kína belső-mongóliai területein. Első, hosszabb terepmunkája során Uray-Kőhalmi Katalin és Róna-Tas András voltak a kutatótársai 1957-ben, Mongóliában. 

## Családja
1958-ban vette feleségül a mongol Rincsen Sindzát. Házasságukból egy leánygyermek (Mária Amrita matematikus) és egy fiúgyermek (Miklós Tamir, villamosmérnök) született. Felesége 1999-ben elhunyt. 2003-ban újra nősült, második felesége a szlovák származású mongolista, Marta Kiripolská lett.

## Díjai, elismerései
- Kőrösi Csoma-emlékérem (1984)
- Mongol Sarkcsillag Érdemrend (1999)
- Alexander von Humboldt-díj (2000)
- Mongol Munkaérdemrend (2005)

## Főbb publikációi
- Notes sur les dialectes oirat de la Mongolie occidentale. In: AOH VIII. (1958) pp. 111–168.
- Sur le dialecte üǰümüčin. In: AOH XIV. (1962) pp. 145–172.
- Az öt oltalom könyve. Pañcarakṣā. Ayusi átdolgozott fordítása. In: Mongol Nyelvemléktár. VIII. Budapest 1965. 256 p.
- Az Aranyfény-szútra. Suvarṇaprabhāsottamasūtrendrarāja. Yon-tan bzaṅ-po szövege. 2 vols. In: Mongol Nyelvemléktár XIII‒XIV. 1968. Budapest 230 p.
- Chants d’un barde mongol. In: Bibliotheca Orientalis Hungarica. XII. Budapest, Akadémiai Kiadó 1970. 351 p.
- A mongol irodalom kistükre. Antológia a klasszikus és mai mongol irodalom és népköltés műveiből. 2. kiadás Budapest, Európa Könyvkiadó 1971. 383 p.
- Книги монгольских кочевников. Семь веков монгольской письменнoсти. Москва, Наука 1972. 227 p.
- Szentkatolnai Bálint Gábor, Keleti levelei. Jelentés Oroszország- s Ázsiában tett utazásáról. Értekezése a mandzsuk szertartásos könyvéről. Budapest, Kőrösi Csoma Társaság 1973.
- Mongol-magyar szójegyzék. Budapest, Belső-ázsiai Tanszék III+103 p.
- Die uigurischen Übersetzungen des Guruyogas „Tiefer Weg“ von Sa-skya Paṇḍita und der Mañjuśrīnāmasaṃgīti. In: Berliner Turfantexte. VIII. Berlin, Akademie Verlag 1977. 148 p. Peter Ziemével közösen.
- Ein uigurisches Totenbuch. Nāropas Lehre in uigurischer Übersetzung von vier tibetischen Traktaten nach der Sammelhandschrift aus Dunhuang, British Museum 8212 (109). In: Bibliotheca Orientalis Hungarica. XXII. Budapest-Wiesbaden 347 p. Peter Ziemével közösen; cf. Asiatische Forschungen 63. Wiesbaden, Otto Harrassowitz 1978.
- Mongólia. Panoráma Külföldi Utikönyvek. Budapest 1979. 307 p.
- Le sūtra de Vimalakīrtti en mongol. Texte de Ergilu-a Rinčin. Ms. de Leningrad. In: Monumenta Linguae Mongolicae Collecta. IX. 1–2. Budapest, Akadémiai Kiadó 1982. 156 p.
- Mai mongol nyelvkönyv. Орчин цагийн монгол хэлний сурах бичиг. Budapest, Tankönyvkiadó 1983. 206 p. D. Odončimeggel és R. J̌agwarallal közösen.
- Die uigurische Übersetzung des apokryphen Sūtra ‘Fo ding xin da tuoluoni’. In: Altorientalische Forschungen 13 Berlin 1986 pp. 318–376 Peter Ziemével közösen.
- A köztes lét könyvei. Tibeti tanácsok halandóknak és születendőknek. Tibetiből ford., előszó, szómagyarázó, bibliogr. Kara György. Busdapest, Európa 1986.
- Zhiyuan yiyu. Index alphabétique des mots mongols. In: AOH XLIV. 1990. pp. 279–345.
- Daurica in Cyrillic Script. In: Debter 10–11. Budapest, MTA Altajisztikai Kutatócsoport. 1995. 550 p.
- The History of a Jakhachin Buddhist Monastery. Dharmabhadra’s “Golden Rosary”. Introduction and facsimile of the Oirat text. In: Debter 12. Budapest, MTA Altajisztikai Kutatócsoport 1997. 169 p. J. Tsolooval közösen.
- Magyar-mongol kéziszótár. Budapest, Terebess Kiadó 1998. 758 p.
- The Mongolian and Manchu Manuscripts and Blockprints of the Hungarian Academy of Sciences. Budapest, Akadémiai Kiadó 2000. 610 p.
- Late Mediaeval Turkic Elements in Mongolian. In: 'De Dunhuang à Istanbul. Hommage à Russel Hamilton. Ed. L. Bazin and P. Zieme. Silk Road Studies V. Turnhout, Brepols 2001. pp. 73–119.
- Books of the Mongolian nomads. More than eight centuries of writing Mongolian. Angolra ford. John R. Krueger. Bloomington, Indiana University Research Institute for Inner Asian Studies 2005.
- Dictionary of Sonom Gara’s Erdeni-yin Sang. A Middle Mongol Version of the Tibetan Sa skya legs bshad. Mongol – English – Tibetan. Leiden, Brill 2009. 337 p. Marta Kiripolskával közösen.
- Vocabulaires mongols des Polyglottes de Yemen déchiffrés par Louis Ligeti et édités avec notes additionnelles par György Kara. In: AOH 60. 2012. pp. 137–221.
- Reading the Middle Mongol Translation of ’Phags-pa’s Shes-bya rab-gsal in the St. Petersburg Manuscript and in a Print Fragment from Qaraqota. In: CAJ 59. pp. 43‒60.
- A Long Note on Turkic kärgäk and Mongol kereg. In: Mongolian Studies XXXV. Bloomington 2013 [2015]). pp. 135–179.
- Sagang Sechen’s Teachings Reconsidered. In: AOH 74/2 (2021) pp. 267‒324.